# Iván Cobo
Iván Cobo Cayón (El Astillero, Cantabria, 2 de enero de 2000) es un ciclista español.

## Trayectoria
En el año 2015 fue campeón de España cadete de ciclismo en ruta. En los siguientes dos años sumó tres medallas de plata en los campeonatos de España júnior. En 2019, y con el equipo Gomur, participó en varias clásicas, venciendo en la primera etapa de la Vuelta a Segovia, finalizando en el sexto puesto de la clasificación general.
A finales de 2019, el equipo Lizarte (sección aficionada del Kern Pharma) anunció su fichaje para la temporada siguiente, junto a otras jóvenes promesas como Raúl García Pierna, Dylan Westley, Pablo Castrillo, Jon Gil, Mikel Retegi y Diego Uriarte. Antes de la pandemia de enfermedad por coronavirus debutó con su nuevo equipo en la Copa de España, en las pruebas de Don Benito y el Trofeo Guerrita. Tras el retorno a las competiciones, participó con el Kern Pharma en su primera carrera profesional, en el Circuito de Guecho 2020, donde fue el ganador del premio de la montaña. El 21 de agosto consiguió el tercer puesto en el Campeonato de España en ruta sub-23.
En 2021 fue campeón de España Sub-23 tras ganar la prueba en línea disputada en Alicante. El Kern Pharma le ofreció participar como ciclista a prueba en el equipo y disputó la Clásica de Pascua-Ruta Xacobea y para terminar el año en el Giro del Friuli Venezia Giulia. Para 2022 firmó por el Kern Pharma y disputó competiciones importantes como la Vuelta a la Comunidad Valenciana, el Tour de los Alpes, o el Tour de Eslovenia.